# AGO Flugzeugwerke

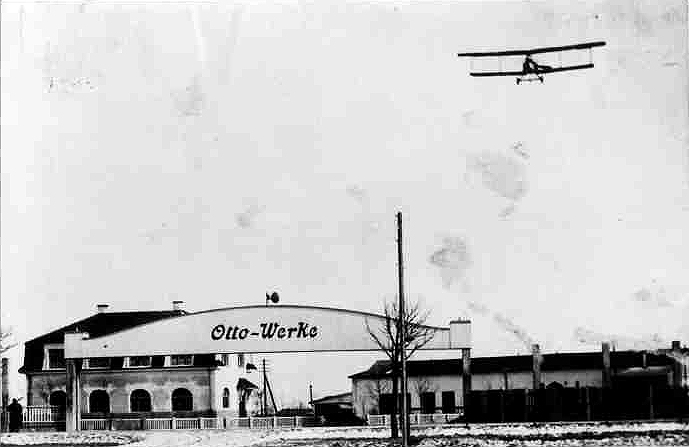
A Otto Werke em 1911.

A AGO Flugzeugwerke foi uma empresa alemã pioneira na fabricação de aviões entre 1911 e 1945. A sigla AGO, teve uma gama de significados durante a vida da companhia, mas na sua versão final, significava: Apparatebau GmbH Oschersleben. No seu auge, a companhia chegou a empregar cerca de 4.500 pessoas.

## Histórico
A AGO, foi fundada em 1911 em Munique, como: Flugmaschinenwerke Gustav Otto por Gustav Otto e Dr Alberti. Gustav, (irmão do Dr Nicolaus Otto, inventor do motor de quatro-tempos), foi um pioneiro da aviação (licença de piloto No. 34) e construtor de motores. Como era comum na época, uma escola de aviação fazia parte do negócio. Um dos seus alunos foi Ernst Udet.
O primeiro modelo de avião bem sucedido projetado sob a liderança de Gabriel Letsch, foi um biplano de observação com hélice em configuração de impulsão que logo se tornou o equipamento padrão da Bayerischen Fliegertruppe. Esse modelo era equipado com um motor de desenho próprio de 100 hp, designado Aviatiker Gustav Otto.
Em 1912, uma divisão separada foi construída em Johannisthal sob o nome de Ago Flugzeugwerke, com Elisabeth Woerner e Hermann Fremery como diretores. Depois do início da Primeira Guerra Mundial, a AGO construiu uma série de aviões de reconhecimento, começando com o AGO C.I um biplano em configuração de impulsão projetado por A. Haefeli. O modelo mais bem sucedido em tempo de Guerra, foi o C.IV de 1916, do qual foram construídos 70 exemplares, mas não era muito popular entre os pilotos.
Em 1916, Gustav Otto abriu uma nova fábrica em Munique sob o nome de "Bayerische Flugzeugwerke", e outra em Oschersleben (com Josef Schnittisser) também chamada AGO, desta vez de: Aktiengesellschaft Gustav Otto. A fábrica de Oschersleben foi usada para fabricar componentes para outros aviões da empresa até o final da Guerra.
Depois do armistício, com a queda nos negócios de aviação, Otto ainda tentou a fabricação de automóveis, mas em 1919 teve que demitir os empregados da companhia de Berlim e se desfez da fábrica de Oschersleben. Depois disso se retirou para as imediações do Lago Starnberger onde morreu em 1926. A companhia continuou e no mesmo ano, tentou construir uma nova fábrica em Magdeburg, mas em 1928 ela foi forçada a encerrar as atividades. Em 30 de Julho de 1930, as ações remanescentes foram vendidos em leilão por ordem do tribunal.
O governo nazista ressuscitou a AGO reformando as instalações de Oschersleben para a produção de aviões. A primeira encomenda foi para 36 caças Arado Ar 65, 197 treinadores Arado Ar 66, e 71 caças Heinkel He 51. Essa encomenda foi seguida por outra de 140 bombardeiros de mergulho Henschel Hs 123 entregues ao final de 1937. Essa foi a estreia da AGO na construção totalmente de metal. As próximas encomendas foram para: 241 treinadores Gotha Go 145 e 187 Arado Ar 96, e em seguida, 150 aviões de reconhecimento Henschel Hs 126. Esta última encomenda foi aumentada para 390 unidades no verão de 1938. Entre Março de 1937 e Março de 1938, a AGO construiu 121 Focke-Wulf Fw 44. Em 1938, a produção do Messerschmitt Bf 109 teve início, e de 1941 em diante, o Focke-Wulf Fw 190 passou a ser o "carro chefe" da produção da AGO.
Em 1935, o departamento de projetos foi restabelecido, sendo o primeiro resultado prático, o AGO Ao 192 Kurier de 1937. Um projeto de caça pesado, o Ao 225 não progrediu e a designação número 225 foi retirada da AGO pelo RLM e reutilizada pela Focke-Achgelis no Fa 225.
De 1943 em diante, devido ao seu papel chave na produção do Fw 190 a fábrica da AGO ficou sob ataque dos bombardeios aliados sofrendo grandes danos até o final da Guerra. Em 1947, os últimos restos da fábrica foram explodidos pelo Exército Vermelho.

## Projetos
- AGO C.I
- AGO C.II
- AGO C.III
- AGO C.IV
- AGO C.VII
- AGO C.VIII
- AGO DV.3
- AGO S.I
- AGO Ao 192